# Maria Rosaria Manieri
Maria Rosaria Manieri (Nardò, 30 de mayo de 1943) es una académica y política socialista italiana. Profesora de filosofía moral, fue senadora de la República durante cinco legislaturas desde 1987 hasta 2006.

## Trayectoria
Durante sus estudios universitarios fue subsecretaria del movimiento estudiantil Acción Católica y trabajaba como profesora cuando se incorporó a la política, convirtiéndose en concejala municipal y luego en concejala del Municipio de Nardò. Fue elegida por primera vez para el Senado por el Partido Socialista Italiano en 1987.Ocupó ese cargo durante cinco legislaturas consecutivas hasta 2006.En las elecciones políticas de 2006 no fue reelegida. En aquella ocasión, los exponentes de su lista, La Rosa del Puño, exigieron la asignación de cuatro escaños en el Senado: el exponente socialista habría estado en competencia para los escaños vacantes, sin lograrlo. Se unió al recién fundado Partido Socialista Italiano en 2007. Maria Rosario Manieri es profesora asociada de filosofía moral en la Universidad de Lecce. Es autora de varios estudios sobre temas del humanismo y las relaciones entre política y moral, sobre la mujer y la familia moderna. Recibió el Premio Mujer Mediterránea en 1999.

### Obras destacadas[4]
- Mujer y capital. Marsilio, 1976. ISBN 978-88-31-71580-5 .
- Necesidades y política: más allá de Hegel y Marx. Edizioni Dédalo, 1980. ISBN 978-88-22-00356-0 .
- El fundamento ético del socialismo: FS Merlino. Edizioni Dédalo, 1983. ISBN 978-88-22-03804-3 .
- Fraternidad: Reinterpretación civil de una idea que puede cambiar el mundo. Marsilio, 2013. ISBN 978-88-31-71580-5 .
- Cazadores del futuro: los jóvenes de Puglia y el cambio. Ledizioni, 2016. ISBN 978-88-67-05406-0 .

## Premios
Ha recibido el premio Mujer Mediterránea y el premio Salento. 